# Лердал
Лердал (норв. Lærdal) — коммуна в губернии Согн-ог-Фьюране в Норвегии. Административный центр коммуны — город Лердалсёйри. Официальный язык коммуны — нюнорск. Население коммуны на 2009 год составляло 2199 чел. Площадь коммуны Лердал — 1342,4 км², код-идентификатор — 1422.

## История населения коммуны
Население коммуны за последние 60 лет.

Статистика коммуны Лердал